# High Dynamic Range

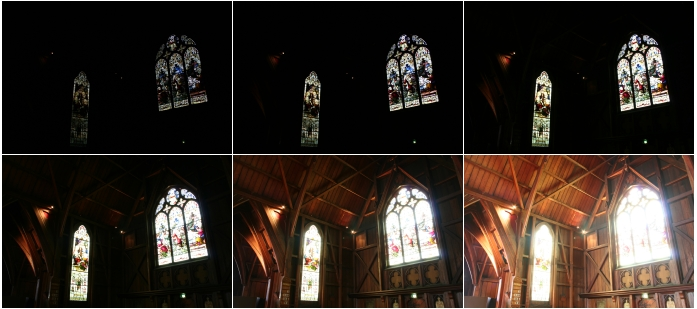

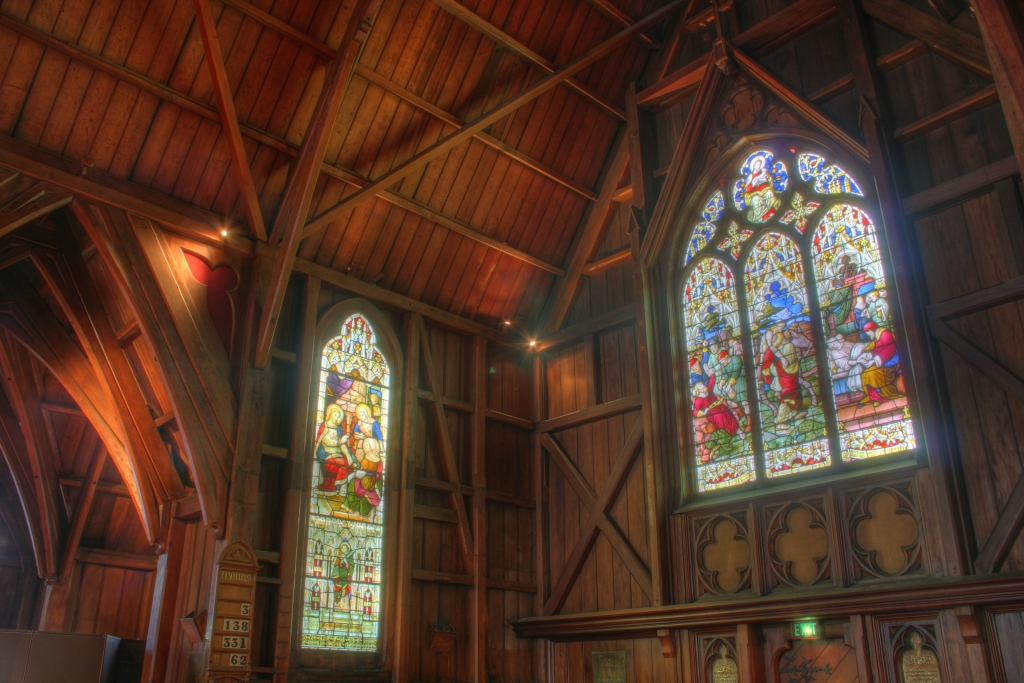
Komposit av sex exponeringar

High Dynamic Range (HDR) är en benämning på en kamerateknik som producerar bilder med ett mycket stort intensitetomfång och därmed kommer närmare det som människor är vana vid att ögon producerar. Det betyder att man i en och samma bild kan ha både mörka och ljusa områden men individuellt exponerade för maximal läsbarhet och detaljrikedom. Ett sätt att åstadkomma detta är att ta flera exponeringar av samma scen. Dessa ska då vara normalt exponerad, underexponerad och överexponerad. Ju fler bilder man lägger samman, desto större omfång får man. Sammanställningen av dessa exponeringar görs sedan med speciell programvara. Metoden är populär för att fotografera till exempel insidan av stora byggnader och kyrkor, där solbelysta fönster och insidan av mörka torn inte kan beskrivas i tillräcklig detaljrikedom med endast en exponering.
Flera kameratillverkare har uppmärksammat efterfrågan på tekniken och erbjuder kameror med en inbyggd förmåga att automatiskt göra en serie HDR-exponeringar och sy ihop dem till en integrerad, färdig HDR-bild.   